# Сесамоподібні кістки
Сесамоподібні кістки (лат. ossa sesamoidea) — кістки, що розташовані в товщі сухожиль і зазвичай лежать на поверхні інших кісток. Сесамоподібні кістки відзначаються у ділянках, де сухожилля перекидаються через суглоби (наприклад, в області зап'ястя, колінного суглоба, стопи). Вони забезпечують захист сухожиль і утримують сухожилля на деякій відстані від центру суглоба, збільшуючи плече сили.
Сесамоподібні кістки тісно пов'язані з капсулою суглоба і сухожиллями м'язів. Одна з поверхонь у них покрита гіаліновим хрящем і обернена в порожнину суглоба.

## В людини
Сесамоподібні кістки можуть розташовуватися в ділянці будь-яких суглобів, включаючи:
- колінний суглоб — надколінок (в товщі сухожилля чотириголового м'яза)
- кисть — дві сесамоподібні кістки розташовуються в проксимальних відділах першої п'ясткової кістки. Зазвичай, є також сесамоподібна кістка в дистальних відділах другої п'ясткової кістки. Горохоподібна кістка зап'ястя також належить до сесамоподібних кісток, розташовуючись в сухожиллі ліктьового згинача зап'ястя[1].
- стопа — дві сесамоподібні кістки в області з'єднання першої плеснової кістки з першим пальцем (всередині сухожилля короткого згинача великого пальця стопи) [2] .